# I Puffi - La leggenda di Puffy Hollow
I Puffi - La leggenda di Puffy Hollow (The Smurfs: The Legend of Smurfy Hollow) è un film cortometraggio d'animazione del 2013, basato sul celebre racconto La leggenda di Sleepy Hollow di Washington Irving e prodotto per la promozione home video del film live-action I Puffi 2. In questo cortometraggio è stata combinata la tecnica dell'animazione in CGI con quella in 2D.
In Italia è stato trasmesso su Sky Primafila, ininterrottamente dal 3 al 30 gennaio 2014, in alta definizione su Sky On Demand e su K2 il 30 ottobre 2015 e distribuito, solo in blu-ray, con il secondo film live-action.

## Trama
Durante la notte (sequenze in 3D) Tontolone, Panicoso e Forzuto sono raccolti attorno al fuoco e il Puffo Narratore inizia a raccontare una storia paurosa (sequenze in 2D). 
Tornando indietro con la memoria viene ricordato di quando Puffo Coraggioso aveva scoperto che Quattrocchi riusciva a vincere ogni anno la tradizionale "Caccia alle Puffbacche" perché aveva scoperto un posto segreto nella spettrale valle di Puffy Hollow! Deciso a conquistare la medaglia del premio per la prima volta, Coraggioso fa scappare Quattrocchi, facendogli credere di essere inseguito dal fantasma del cavaliere senza testa, la cui leggenda è nota a tutti. Quattrocchi fuggendo cade in una trappola di Gargamella. Al momento della premiazione, viene notata la sua assenza, ma Puffetta si accorge anche dello strano comportamento di Puffo Coraggioso e, seguitolo nella foresta, lo costringe a dirle la verità. Entrambi vanno a cercarlo a Puffy Hollow, ma finiscono a loro volta in trappola. Birba li avvista e va a chiamare il mago, ma sarà proprio l'intervento del fantasma a tirarli fuori dai guai. Ma si tratta veramente del cavaliere senza testa?

## Personaggi presenti nel film
Il Puffo Narratore (già introdotto dal film I Puffi del 2011), Tontolone, Panicoso (personaggio del film I Puffi 2 del 2013) e Forzuto incorniciano la storia. Sono gli unici Puffi ad apparire in 3D nel cortometraggio. I veri protagonisti della storia sono Coraggioso (anche lui conosciuto nel film del 2011), Puffetta e Quattrocchi. Accanto a loro ci sono naturalmente Gargamella e Birba, mentre personaggi comprimari presenti nel racconto sono Grande Puffo, Vanitoso, Giornalista (il Curiosone dei cartoni animati, protagonista dell'albo nº 22 dei fumetti), Golosone (quello dei fumetti, differente dal cuoco della serie TV) e Pigrone. Fanno una breve apparizione anche Ingenuo (già visto nel film del 2013), Sospettoso (compare qui per la prima volta), Pestifera e Frullo (protagonisti del film del 2013), Stonato (spesso presente nei fumetti).

## Distribuzione
Il cortometraggio è stato incluso nelle edizioni Combo Blu-ray/DVD e Blu-ray/Blu-ray 3D.